# Sofienquelle

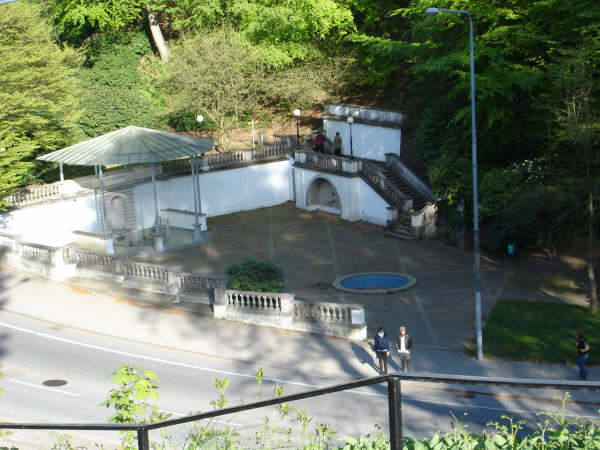
Sofiakällan, Helsingborg 2006

Die Sofienquelle schwedisch Sofiakällan, früher auch Helsans brunnspark oder Hälsan brunnenanstalt, ist eine Heilwasserquelle und ehemalige Brunnenanlage im Hälsodalen in der südschwedischen Stadt Helsingborg.

## Geschichte

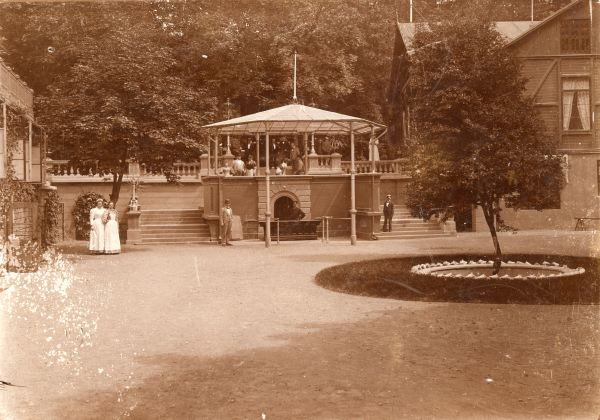
Sofiakällan um 1900

An dieser Stelle existierte bereits in der Mitte des 19. Jahrhunderts der Heilbrunnen namens Hälsan. Es gab dort eine Quelle mit eisenhaltigem Wasser, das für medizinische Zwecke verwendet wurde. Diese befand sich in Privatbesitz. Hier errichtete Mårten Möller eine Art Vergnügungspark, zu dem auch ein Gasthaus mit Unterhaltungs-, Erholungs- und Brunnenanlage gehörte. Königin Fredrika Dorothea Wilhelmina, die Ehefrau König Gustaf IV. Adolfs soll 1807 selbst dort gewesen sein und der Anlage den Namen „Hälsan“ gegeben haben. Anschließend baute Jacob Balabrega (1793–1859), der 1827 mit seinem Kunstkabinett nach Helsingborg kam und der Eigentümer des Anwesens wurde, die Brunnenanlage zu einem Unterhaltungszentrum aus.
Um die Jahrhundertwende kaufte die Gemeinde das Hälsanertal und stellte es unter die Verwaltung eines Brunnenvereins. 1889 wurden in der Nähe zwei sogenannte Solequellen (Speisesalzquellen) entdeckt und 1890, nach erfolgreichen Bohrungen bis in die Ton- und Sandsteinschichten, ein Brunnen in einer Tiefe von 83 Metern eingerichtet. Die Sofiaquelle war die wichtigere der beiden. Das Wasser ähnelt in seiner Zusammensetzung dem der Elisabethquelle in Bad Kreuznach und denen der Mineralwasserbrunnen in Bad Homburg vor der Höhe und Bad Kissingen. Anfang des 20. Jahrhunderts wurde um die Sofien- und Hälsanquellen ein Kurbetrieb eingerichtet. Dabei handelte es sich um eine Warmbadeanstalt, die im Öresundpark bei Öresund betrieben wurde. Die Sofiakällan ist eine natürliche salzhaltige Thermalquelle in Schweden und gilt als einzige natürliche Salzquelle in Skandinavien.
Das Gelände erhielt seinen späteren Charakter am Ende der 1890er Jahre. Die Anlage wurde nach Zeichnungen des Stadtbaumeisters Mauritz Frohm errichtet. Im Frühjahr 2016 wurde der Zustand, in dem er sich Mitte des 20. Jahrhunderts befand, durch die Stadt Helsingborg teilweise wieder hergestellt. Benannt wurde die Quelle nach Königin Sofia, der Ehefrau des Königs Oscar II., benannt.
Da der Salzgehalt des Quellwassers höher ist als der des Wassers im Öresund, wird angenommen, dass er von Salzablagerungen stammt, die vor etwa 250 Millionen Jahren entstanden sind. Als die Quelle gefunden wurde sprudelte das Wasser, durch den Eigendruck, etwa zwei Meter aus dem Boden. Inzwischen muss es aus rund sieben Metern Tiefe gepumpt werden.